# Funder Gymnastikforening
Funder Gymnastikforening er en idrætsforening i Funder nær Silkeborg, som blev stiftet i 1912. Foreningen begyndte som en ren gymnastikforening men har i dag også håndbold, volleyball, fodbold og badminton på programmet.
Størst sportslig succes opnåede foreningens kvindehåndboldhold, som i perioderne 1969-75 og 1977-82 spillede i 1. division, og som i sæsonen 1972-73 sikrede sig DM-sølvmedaljer og nåede finalen i landspokalturneringen.